# ماساكي اوغاوا
ماساكي اوغاوا (باليابانية: 小川 雅己) (3 أبريل 1975 في شيزوكا في اليابان – )؛ هو لاعب كرة قدم ياباني سابق كان يلعب كمدافع.

## وصلات خارجية
- ماساكي اوغاوا على موقع رابطة كرة القدم اليابانية للمحترفين (اليابانية)
- ماساكي اوغاوا على موقع عالم كرة القدم.نت (الإنجليزية)